# São Cosme e São Damião (antiga freguesia)
São Cosme e São Damião foi uma freguesia portuguesa do Município de Arcos de Valdevez, com 2,96 km² de área e 190 habitantes (2011). Densidade: 64,2 hab/km².
Foi extinta em 2013, no âmbito de uma reforma administrativa nacional, tendo sido agregada às freguesias de Vilela e Sá, para formar uma nova freguesia denominada União das Freguesias de Vilela, São Cosme e São Damião e Sá da qual é sede.

## População
| População da freguesia de São Cosme e São Damião | População da freguesia de São Cosme e São Damião | População da freguesia de São Cosme e São Damião | População da freguesia de São Cosme e São Damião | População da freguesia de São Cosme e São Damião | População da freguesia de São Cosme e São Damião | População da freguesia de São Cosme e São Damião | População da freguesia de São Cosme e São Damião | População da freguesia de São Cosme e São Damião | População da freguesia de São Cosme e São Damião | População da freguesia de São Cosme e São Damião | População da freguesia de São Cosme e São Damião | População da freguesia de São Cosme e São Damião | População da freguesia de São Cosme e São Damião | População da freguesia de São Cosme e São Damião |
| ------------------------------------------------ | ------------------------------------------------ | ------------------------------------------------ | ------------------------------------------------ | ------------------------------------------------ | ------------------------------------------------ | ------------------------------------------------ | ------------------------------------------------ | ------------------------------------------------ | ------------------------------------------------ | ------------------------------------------------ | ------------------------------------------------ | ------------------------------------------------ | ------------------------------------------------ | ------------------------------------------------ |
| 1864                                             | 1878                                             | 1890                                             | 1900                                             | 1911                                             | 1920                                             | 1930                                             | 1940                                             | 1950                                             | 1960                                             | 1970                                             | 1981                                             | 1991                                             | 2001                                             | 2011                                             |
| 253                                              | 286                                              | 290                                              | 269                                              | 281                                              | 464                                              | 254                                              | 354                                              | 388                                              | 329                                              | 298                                              | 254                                              | 235                                              | 223                                              | 190                                              |

| Distribuição da População por Grupos Etários | Distribuição da População por Grupos Etários | Distribuição da População por Grupos Etários | Distribuição da População por Grupos Etários | Distribuição da População por Grupos Etários | Distribuição da População por Grupos Etários | Distribuição da População por Grupos Etários | Distribuição da População por Grupos Etários | Distribuição da População por Grupos Etários | Distribuição da População por Grupos Etários |
| -------------------------------------------- | -------------------------------------------- | -------------------------------------------- | -------------------------------------------- | -------------------------------------------- | -------------------------------------------- | -------------------------------------------- | -------------------------------------------- | -------------------------------------------- | -------------------------------------------- |
| Ano                                          | 0-14 Anos                                    | 15-24 Anos                                   | 25-64 Anos                                   | > 65 Anos                                    |                                              | 0-14 Anos                                    | 15-24 Anos                                   | 25-64 Anos                                   | > 65 Anos                                    |
| 2001                                         | 28                                           | 30                                           | 109                                          | 56                                           |                                              | 12,6%                                        | 13,5%                                        | 48,9%                                        | 25,1%                                        |
| 2011                                         | 17                                           | 17                                           | 88                                           | 68                                           |                                              | 8,9%                                         | 8,9%                                         | 46,3%                                        | 35,8%                                        |